# Medasina formosana
Medasina formosana là một loài bướm đêm trong họ Geometridae.